# Nombre de Jesús (Costa Rica)
Nombre de Jesús fue una ciudad de la provincia de Costa Rica, fundada por Pero Afán de Ribera y Gómez el 6 de marzo de 1571. Se encontraba en la vega del río Coto, hoy Grande de Térraba, a cinco leguas del pueblo indígena de Coto y a diez del Océano Pacífico. Dentro de su jurisdicción, que se extendía hasta el Mar Caribe, estaban los lugares denominados Pococí, Aoyaque, Tariaca, Moyagua, Morore, Cirore, Mohoruboru, Cabeaza, Ara y Cicues, Teribí y Quequexque, Cuxerindicagua, Arariba, Zeburín, Baxca y Bioro, Coto, Boruca, Cía, Uriaba, Xarixaba, Yabo, Duarca, Tarima, Tabiquirí, Cabra y su tierra, Bericala, Orexuxa y otros pueblos. 
La ciudad fue abandonada por sus vecinos en 1572.

https://pares.mcu.es/ParesBusquedas20/catalogo/show/19990
- Datos: Q9050572